# Міхал Брош
Міхал Брош (чеськ. Michal Broš; 25 січня 1976, м. Оломоуць, ЧССР) — чеський хокеїст, центральний нападник. 
Вихованець хокейної школи хокейного клубу «Оломоуць». Виступав за клуби «Оломоуць», «Всетін», «Спарта» (Прага), «Кярпят» (Оулу), «Спарта» (Прага).
В чемпіонатах Чехії — 628 матчів (179+253), у плей-оф — 115 матчів (26+42). В чемпіонатах Фінляндії — 150 матч (61+70), у плей-оф — 34 матчі (14+15).
У складі національної збірної Чехії учасник чемпіонатів світу 2000 і 2002 (15 матчів, 1+2). 
Досягнення
- Чемпіон світу (2000)
- Чемпіон Чехії (1998, 1999, 2000, 2002)
- Чемпіон Фінляндії (2007, 2008), бронзовий призер (2006).